# Microplexia viridis
Microplexia viridis là một loài bướm đêm trong họ Noctuidae.